# Sumner Paine
Sumner Paine (Boston, 13 maggio 1868 – Boston, 18 aprile 1904) è stato un tiratore a segno statunitense.

## Biografia
Abitava a Parigi quando il fratello John passò a trovarlo mentre si recava da Boston a Atene e lo spinse a seguirlo. Partecipò alle tre gare di tiro dove si utilizzava la pistola, vincendo quella a pistola libera e arrivando secondo a quella di rivoltella militare, vinta dal fratello. La gara a pistola libera fu vinta agevolmente grazie anche alla rinuncia del fratello.
I due usavano le stesse pistole, che erano di ottima manifattura, soprattutto per la gara con rivoltella militare essi usavano le colt che erano di molto superiori alle armi degli avversari. Solo così si giustifica l'enorme distacco tra i due fratelli e gli avversari; infatti, mentre John arrivò a 442 punti e Sumner a 380, il terzo, Nikolaos Mōrakīs, ottenne solo 205 punti.
La terza gara a cui partecipavano, quelle di rivoltella libera (da 25 metri), non fu loro appannaggio in quanto vennero squalificati perché usavano un'arma con calibro inappropriato.
Suo padre aveva difeso l'America's Cup qualche anno prima.